# Bathyspinulidae
Bathyspinulidae – rodzina małży słonowodnych zaliczanych do rzędu Nuculanoida z podgromady pierwoskrzelnych.
Rodzina ta dzieli się na następujące rodzaje:
- Bathyspinula Allen & Sanders, 1982
- Tindariopsis Verrill & Bush, 1897